# Австралийска акула
Австралийската акула (Galeorhinus galeus) е вид хрущялна риба от семейство Triakidae, единствен представител на род Galeorhinus. Видът е световно застрашен, със статут Уязвим.

## Разпространение
Разпространена е по крайбрежията на Австралия (Виктория, Западна Австралия, Куинсланд, Нов Южен Уелс, Тасмания и Южна Австралия), Албания, Алжир, Ангола, Аржентина, Белгия, Босна и Херцеговина, Бразилия, Великобритания, Габон, Гамбия, Гвинея-Бисау, Германия, Гибралтар, Гърция, Дания, Демократична република Конго, Еквадор, Западна Сахара, Израел, Исландия, Испания (Канарски острови), Италия, Кабо Верде, Канада (Британска Колумбия), Кипър, Кот д'Ивоар, Либия, Ливан, Мавритания, Малта, Мексико, Мозамбик, Монако, Намибия, Нигерия, Нидерландия, Нова Зеландия, Норвегия, Перу, Португалия, САЩ (Калифорния и Хавайски острови), Сенегал, Сирия, Словения, Тунис, Турция, Уругвай, Фарьорски острови, Франция, Хърватия, Черна гора, Чили, Швеция и Южна Африка.